# عجلة الزمن
عجلة الزمن أو عجلة التاريخ (بالإنجليزية: Wheel of time)‏ هو مصطلح يشيع في العديد من التقاليد والفلسفات الدينية وبالأخص الديانات الهندية الأصل مثل البوذية والهندوسية، ويعتبر هذا المصطلح الزمن أنه دائري ويتكون من عصور متكررة.
هناك العديد من الثقافات التي يشيع فيها هذا المصطلح مثل الهنديون في بيرو وأريزونا.